# Clères
Clères je francouzská obec v departementu Seine-Maritime v regionu Normandie. V roce 2009 zde žilo 1 345 obyvatel. Je centrem kantonu Clères.